# نورمن برانسکیل
نورمن برانسکیل (انگلیسی: Norman Brunskill; ۱۴ ژوئن ۱۹۱۲ – ۲۸ فوریهٔ ۱۹۸۸) بازیکن فوتبال اهل بریتانیا بود.
از باشگاه‌هایی که در آن بازی کرده‌است می‌توان به باشگاه فوتبال اولدهام اتلتیک، باشگاه فوتبال بارنزلی، باشگاه فوتبال بیرمنگام سیتی، و باشگاه فوتبال هادرزفیلد تاون اشاره کرد.